# Tammy Wynette
Tammy Wynette (született Virginia Wynette Pugh, Itawamba megye, Mississippi, USA, 1942. május 5. – Nashville, Tennessee, USA, 1998. április 6.) kétszeres Grammy-díjas  amerikai énekesnő, a világ egyik legismertebb country énekesnője, aki ebben a műfajban a legtöbb lemezeladással büszkélkedhetett.

## Fiatalkora
Az apja mezőgazdasági termelő volt, mellette ő volt a helyi zenész. Agydaganatban elhunyt, amikor Wynette még csak kilenchónapos volt. Édesanyja ezután odaadta a gyermeket a nagyszülőknek, mert nem akarta tovább nevelni. Nem telt el sok év, 1946-ban az édesanya ismét férjhez ment.
Wynette-et bántotta, hogy anyja nem törődik vele, ezért a zenébe menekült. Tinédzserként elővette édesapja hátrahagyott hangszereit, és autodidakta módon megtanult gitározni. Eközben gyakran Hank Williams, Patsy Cline és George Jones zenéjét hallgatta, és arról álmodozott, hogy egy nap majd ő is lemezeket ad ki és sikeres énekesnő lesz.

## Valóra vált álmok
Még iskolába járt, amikor megírta első dalát, az Apartment No. 9-t. A dalt ismeretségek által eljuttatta az Epic lemezkiadó céghez, amely éppen új tehetségek után kutatott. Amikor meghallották a dalt, azonnal szerződést ajánlottak neki. Wynette aláírta a szerződést, és elindult a hírnév felé.

## Karrier
Első lemezéből félmillió példány fogyott az első fél évben. Grammy-díjra jelölték, amit megnyert. Az év végére a lemezből elfogyott az egymilliomodik példány is. 1970-ben ő énekelte a Five Easy Pieces című amerikai film összes betétdalát is.
Összeházasodott George Jones-szal, akiért tinédzserként rajongott, és gyermeket is szült neki 1970-ben. A gyermek a Tamala Georgette nevet kapta. Ez volt Wynette második házassága, de nem tartott sokáig, mindössze 6 évig. A válás oka Jones alkoholizmusa volt. 
A nyolcvanas évektől a kilencvenes évekig karrierje stagnált, de folyamatosan adta ki az újabbnál újabb lemezeket.

## Halála

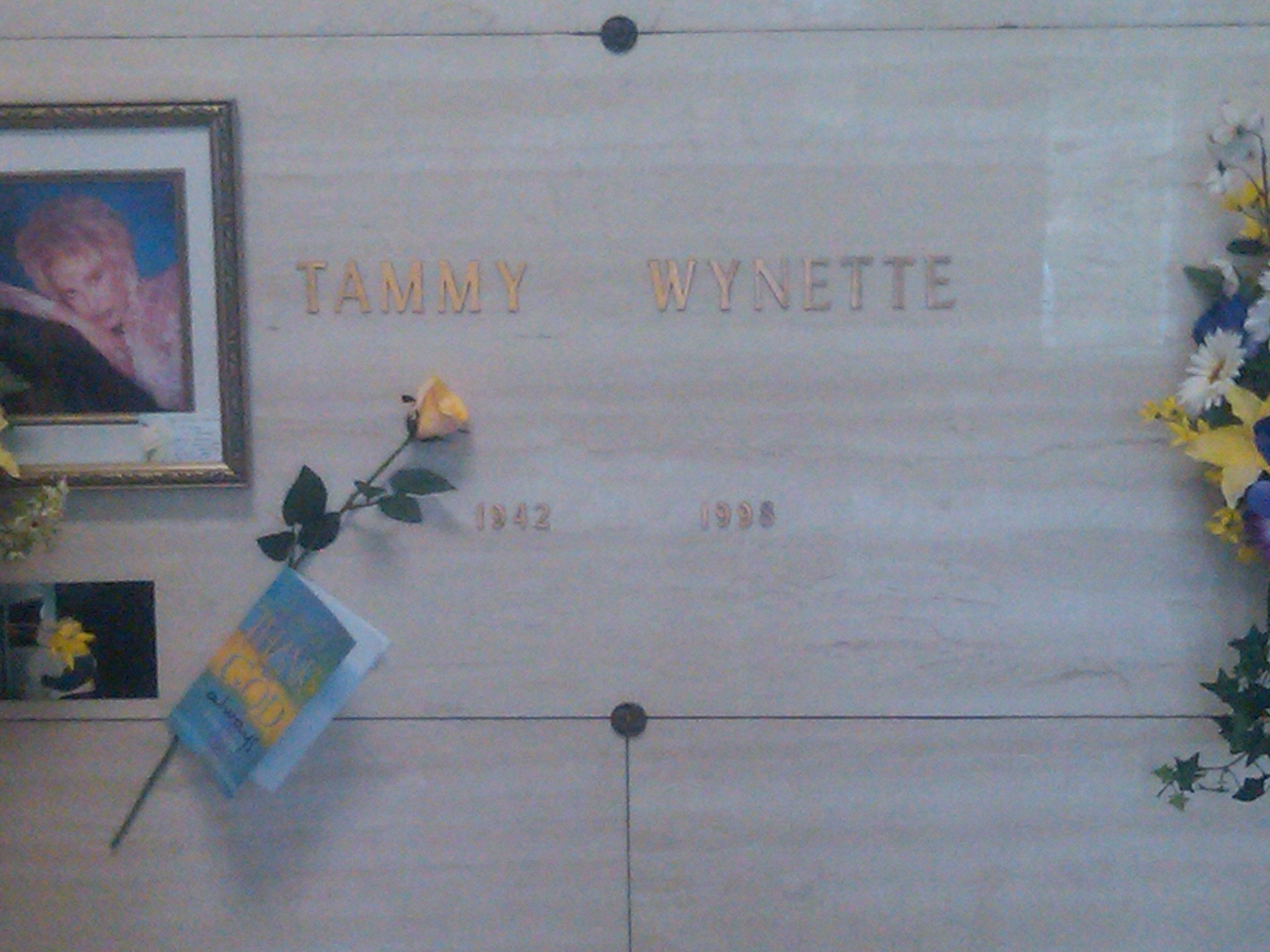
Tammy Wynette emlékhelye

Halálának pontos okai tisztázatlanok. Mindenki tudta, hogy orvoshoz jár, ám azt senki sem tudta, miért. Végül egy fájdalomcsillapító túladagolása okozta a halálát, alvás közben halt meg egy kanapén 1998. április 6-án. Az orvosa szerint viszont egy vérrög volt a tüdejében, és ezért halt meg. A rajongói szerint ez azért elképzelhetetlen, mert halála előtt nem sokkal még nagyon sok koncertet és televíziós előadást tervezett. Tammy Wynette 55 éves volt.
Pályafutása során nem kevesebb, mint negyvenkettő nagylemezt és hetvenkilenc kislemezt adott ki. Negyvenhárom díjat nyert. „A világ legjobb countryénekese” listán a második helyet szerezte meg. A WH1's szerint ő minden idők 73. legjobb énekesnője.

## Diszkográfia
Tammy Wynette összes lemeze, beleértve a válogatás lemezeket is.
- 1967 – Your Good Girl's Gonna Go Bad
- 1967 – My Elusive Dreams
- 1968 – D-I-V-O-R-C-E
- 1968 – Take Me To Your World – I Don't Wanna Play House
- 1969 – Inspiration
- 1969 – Stand By Your Man
- 1969 – Tammy's Greatest Hits
- 1970 – Christmas With Tammy
- 1970 – Superb Country Sounds – Tammy's Touch
- 1970 – The First Lady
- 1970 – The Ways To Love A Man
- 1970 – The World Of Tammy Wynette
- 1971 – It's Just A Matter Of Time
- 1971 – Straight From The Heart
- 1971 – Tammy's Greatest Hits Vol. 2
- 1971 – We Sure Can Love Each Other
- 1972 – Bedtime Story
- 1972 – My Man
- 1973 – First Songs Of The First Lady
- 1973 – Kids Say The Darndest Things
- 1974 – Another Lonely Song
- 1974 – Woman To Woman
- 1975 – I Still Believe In Fairy Tales
- 1975 – Stand By Your Man
- 1975 – Tammy's Greatest Hits Vol. 3
- 1976 – No Charge
- 1976 – Till I Can Make It On My Own
- 1976 – You And Me
- 1977 – Let's Get Together
- 1977 – One Of A Kind
- 1978 – Tammy's Greatest Hits Vol. 4
- 1978 – Womanhood
- 1979 – Hold On (To The Love I Got)
- 1979 – Just Tammy
- 1980 – Only Lonely Sometimes
- 1981 – Encore
- 1981 – You Brought Me Back
- 1982 – Biggest Hits
- 1982 – Good Love & Heartbreak
- 1982 – Love's The Answer
- 1982 – Soft Touch
- 1983 – Even The Strong Get Lonely
- 1984 – You Can Take The Wings Off Me
- 1985 – Sometimes When We Touch
- 1986 – I Love Country
- 1987 – Anniversary – 20 Years Of Hits
- 1987 – Higher Ground
- 1988 – The Country Store Collection
- 1989 – Next To You
- 1990 – Heart Over Mind
- 1991 – A Country Girl
- 1992 – Tears Of Fire The 25th Anniversary Collection (3CD (Set)
- 1993 – Honky Tonk Angels (With Dolly Parton & Loretta Lynn)
- 1994 – Always Gets It Right
- 1994 – Without Walls
- 1995 – Legendary Country Singers (Time Life)
- 1996 – The Best Of Tammy Wynette
- 1998 – 16 Biggest Hits
- 1998 – Collector's Edition
- 2004 – American Music Legends
- 2004 – The Essential Tammy Wynette
- 2005 – All American Country
- 2008 – The Best Of Tammy Wynette